# إستونيا في الحرب العالمية الثانية

باتجاه عقارب الساعة من الأعلى يسارًا: تالين في أعقاب القصف السوفيتي، فصيلة من بارتيزان إخوة الغابة الإستونيين، القادة الإستونيين ريبان ونوگيسيكس ورييپالو، فوج إستوني مدرّع خلال مارس 1940، طاقم رشاش إستواني أثناء معركة خط تانينبرگ، مجندون في صفوف الفوج الإستوني.

تحددت أرضية ميدان إستونيا في الحرب العالمية الثانية ومقدّراتها من خلال معاهدة عدم الاعتداء الألمانية السوڤيتية؛ وتحديدًا الاتفاقات السرية المُلحقة بها والموقعة بين الجانبين في أغسطس من عام 1939.
ومنذ الأيام الأولى للحرب، أعلنت إستونيا حيادها التام، إلا أنها سقطت في نطاق سيطرة الاتحاد السوڤيتي وفق ما جاء في اتفاقية مولوتوڤ ريبنتروب، وعليه قامت القوات السوڤيتية باحتلالها عام 1940، ومنذ ذلك الحين، قامت السلطات السوفيتية بحملات اعتقال سياسية موسًعة، تبعتها حملات أخرى للتهجير والإعدامات، حتى بداية الغزو الألماني للاتحاد السوفيتي خلال صيف 1941، حيث تمكّنت مجموعات البارتيزان الإستونية المؤيدة للاستقلال، إخوة الغابة، من استرجاع جنوب البلاد من عناصر المفوضية الشعبية للشؤون الداخلية والجيش الثامن قبل وصول عناصر الجبش الثامن عشر الألمانية لإستونيا، في القوت الذي قامت فيه كتائب التدمير الشبه عسكرية بالعمليات العقابية، بما في ذلك عنليات النهب والقتل الناجمة عن اتباع سياسة الأرض المحروقة التي أمر ژوجيف ستالين باتباعها منذ اللحظات الأولى لإعلان الحرب على ألمانيا، ومع تقدّم القوات الألمانية داخل أراضي الاتحاد السوفيتي، وقعت إستونيا تحت الاحتلال الألماني وضُمّنت أراضيها داخل رايخكوميساريات أوستلاند.
وخلال عام 1941، انضم الإستونيون للفيلق الثامن بنادق ثم القوات الألمانية خلال الفترة الممتدة فيما بين عامي 1941 و1944، بينما انضم الفارون إلى فنلندا هربًا من الصراع الألماني السوفيتي إلى الفوج 200 مشاة الفنلندي، بينما صادرت السلطات البريطانية قرابة 40% من حجم الأسطول الإستوني المتواجد قبل اندلاع الحب واستخدامه في قوافل الأطلسي، حيث شارك أكثر من 1,000 بحًار إستوني في صفوف البحرية التجارية البريطانية، 200 منهم كضباط، كما شارك عدد محدود من الإستونيين في صفوف سلاح الجو الملكي وكذلك الجيشين البريطاني والأمريكي.
وفيما بين شهري فبراير وسبتمبر لعام 1944 تمكًنت مفرزة نارڤا الألمانية من صد الهجوم السوڤيتي خلال عملية إستونيا، بعدما تمكّنت قوات الجيش الأحمر من اختراق دفاعات الفيلق الثاني عند نهر إيمايؿگي والاشتباك مع عناصر القوات الاستقلالية الإستونية، قبل أن تتمكن القوات السوفيتية من استعادة بر إستونيا الرئيسي في سبتمبر من عام 1944، وإعلان جمهورية إستونيا السوفيتية الاشتراكية التي ظلّت مكُّنًا للاتحاد السوڤيتي حتى عام 1991 على الرغم من عدم إشارة ميثاق الأطلسي لأية تغييرات حدودية مُقترحة أو مُنتظرة لإلحاق أراضي إستونيا بالاتحاد السوڤيتية في أعقاب الحرب.
وتُقدّر الخسائر الإستونية خلال الحرب بنحو 25% من إجمالي تعداد سكان البلاد قبل اندلاع العمليات العسكرية، والتي تُتعبر واحدة من أكبر الخسائر السكانية في القارة الأوروبية خلال الحرب، حيث قُدّرت بنحو 81,000 نسمة، متضمنة ضحايا التهجير السوڤيتي لإستونيا، وجرائم الإبادة الجماعية التي قامت بها القوات السوڤيتية، كذلك ضحايا التهجير الألماني وضحايا الهولوكوست.

## تمهيد
وقعت وأقرت جمهورية إستونيا واتحاد الجمهوريات السوفيتية الاشتراكية قبل الحرب العالمية الثانية على المعاهدات التالية:

### ميثاق كيلوغ برييان
ميثاق كيلوغ برييان في 27 أغسطس عام 1928، نبذ الحرب كأداة من أدوات السياسة الوطنية، ووافقت عليه إستونيا واتحاد الجمهوريات السوفيتية الاشتراكية في 24 يوليو 1929.

### معاهدة عدم الاعتداء
مع اتحاد الجمهوريات السوفيتية الاشتراكية في 4 مايو 1932.

### اتفاقية تعريف العدوان
عُرف العدوان في معاهدة ملزمة وقعها الاتحاد السوفييتي في السفارة السوفييتية في لندن، وبين دول أخرى، جمهورية إستونيا، في 3 يوليو 1933، وللمرة الأولى في تاريخ العلاقات الدولية.
تحدد المادة الثانية أشكال العدوان. يُعترف بالدولة على أنها معتدية إذا كانت الأولى في ارتكاب أحد الأفعال التالية:
الفصول ذات الصلة:
ثانيًاـ غزو القوات المسلحة لإقليم دولة أخرى حتى دون إعلان الحرب.
رابعًا- الحصار البحري لسواحل أو موانئ دولة أخرى.

### إعلان الحياد
أعلنت إستونيا، ولاتفيا، وليتوانيا بشكل مشترك حيادهم في 18 نوفمبر 1938 في ريغا، في مؤتمر وزراء خارجية دول بحر البلطيق مع تمرير برلماناتهم لقوانين الحياد في وقت لاحق من ذلك العام. أصدرت إستونيا قانونًا أقر حيادها في 1 ديسمبر 1938، على غرار إعلان السويد الحياد في 29 مايو 1938. والأهم من ذلك، أكدت إستونيا حيادها في أول دستور لها، وكذلك في معاهدة تارتو المبرمة في عام 1920 بين جمهورية إستونيا وجمهورية روسيا الاتحادية الاشتراكية السوفيتية.

### اتفاق مولوتوف-ريبنتروب
في وقت مبكر من صباح يوم 24 أغسطس 1939، وقع الاتحاد السوفيتي وألمانيا النازية معاهدة عدم اعتداء لمدة 10 سنوات، سميت اتفاق مولوتوف-ريبنتروب. والأهم أن الاتفاقية تضمنت بروتوكولًا سريًا، كُشِف عنه فقط بعد هزيمة ألمانيا في عام 1945، والذي بموجبه قُسِمت دول أوروبا الشرقية والشمالية إلى «مناطق نفوذ» ألمانية وسوفيتية. في الشمال، حُددت فنلندا، وإستونيا، ولاتفيا في المنطقة السوفيتية. قٌسمت بولندا نتيجة «إعادة ترتيبها السياسي»، وذهبت المناطق الواقعة شرق أنهار ناريف وفيستولا وسان إلى الاتحاد السوفيتي بينما أخذت ألمانيا الجزء الغربي. وَقَعت ليتوانيا، المجاورة لبروسيا الشرقية، في منطقة النفوذ الألماني، على الرغم من أن البروتوكول السري الثاني المتفق عليه في سبتمبر 1939 خصص غالبية ليتوانيا لاتحاد الجمهوريات السوفيتية الاشتراكية.

## بداية الحرب العالمية الثانية
بدأت الحرب العالمية الثانية بغزو ألمانيا لبولندا، الحليف الإقليمي الهام لإستونيا. على الرغم من وجود بعض التنسيق بين ألمانيا والاتحاد السوفييتي في وقت مبكر من الحرب، فقد أبلغ الاتحاد السوفييتي ألمانيا النازية قراره شن غزو خاص به بعد سبعة عشر يومًا من الغزو الألماني، ونتيجةً لذلك حدث انهيار عسكري بولندي جزئي سريع غير متوقع.
- في 1 سبتمبر 1939، غزت ألمانيا الجزء الخاص بها من بولندا بموجب ميثاق مولوتوف-ريبنتروب.
- في 3 سبتمبر، أعلنت بريطانيا العظمى، وفرنسا، وأستراليا، ونيوزيلندا الحرب على ألمانيا.
- في 14 سبتمبر، وصلت الغواصة البولندية أو آر بي أورزل إلى تالين، إستونيا.
- في 17 سبتمبر، غزا الاتحاد السوفييتي الجزء الخاص به من بولندا بموجب البروتوكول السري لمولوتوف ريبنتروب. وخلال هذا الغزو، جرى تنسيق وثيق بين النشاط العسكري الألماني والسوفيتي.
- في 18 سبتمبر، حادثة أورزل، فرت الغواصة البولندية من الاعتقال في تالين، وفي نهاية المطاف شقت طريقها إلى المملكة المتحدة، وشكك الاتحاد السوفياتي وألمانيا في حياد إستونيا.[14][15][16]

مع اقتراب سقوط بولندا في يد ألمانيا النازية واتحاد الجمهوريات السوفيتية الاشتراكية في 24 سبتمبر 1939، وفي ضوء حادثة أورزل، بدأت الصحافة والإذاعة في موسكو بمهاجمة إستونيا بعنف باعتبارها «معادية» للاتحاد السوفييتي. ظهرت السفن الحربية التابعة للبحرية الحمراء قبالة الموانئ الإستونية، وبدأت القاذفات السوفيتية دوريات تهديدية خلال تالين والريف المجاور. طالبت موسكو إستونيا بالسماح لاتحاد الجمهوريات الاشتراكية السوفياتية بإنشاء قواعد عسكرية، ونشر 25,000 جندي على الأراضي الإستونية طوال فترة الحرب الأوروبية. قبلت حكومة إستونيا البلاغ النهائي بتوقيع الاتفاقية المقابلة في 28 سبتمبر 1939.
أبرِمت الاتفاقية لمدة عشر سنوات:
- منحت إستونيا اتحاد الجمهوريات السوفيتية الاشتراكية الحق في الحفاظ على القواعد البحرية، والمطارات التي تحميها وتهيمن عليها قوات الجيش الأحمر في الجزر الاستراتيجية تالين، وخليج فنلندا، وخليج ريغا.
- وافق الاتحاد السوفياتي على زيادة تجارته السنوية مع إستونيا، ومنح إستونيا تسهيلات في حالة إغلاق بحر البلطيق أمام سلعها للتجارة مع العالم الخارجي عن طريق الموانئ السوفيتية على البحر الأسود والبحر الأبيض.
- تعهد اتحاد الجمهوريات السوفيتية الاشتراكية وإستونيا بالدفاع عن بعضهما البعض من «العدوان الناشئ من جانب أي قوة أوروبية كبرى».
- أعلِن أن الميثاق «لا ينبغي أن يؤثر» على «النظم الاقتصادية ومنظمات الدولة» في اتحاد الجمهوريات السوفيتية الاشتراكية وإستونيا.

لا يوجد إجماع في المجتمع الإستوني حول القرارات التي اتخذتها قيادة جمهورية إستونيا في ذلك الوقت.
عندما دخلت القوات السوفيتية إلى إستونيا، أعطت مدافع كلا الدولتين تحيةً متبادلةً، وعزفت الفرق النشيد الإستوني والأممي، نشيد اتحاد الجمهوريات السوفيتية الاشتراكية، في ذلك الوقت.
أُحيلت طلبات مماثلة إلى فنلندا، ولاتفيا، وليتوانيا. قاومت فنلندا،  وهوجمت من قبل الاتحاد السوفياتي في 30 نوفمبر. اعتبِر الهجوم غير قانوني، وعليه طُرد الاتحاد السوفيتي من عصبة الأمم في 14 ديسمبر. صمدت فنلندا في حرب الشتاء حتى مارس 1940، عندما وقِعت معاهدة سلام موسكو.
كانت أول خسارة سكانية لإستونيا إعادة نحو 12000 إلى 18000 من الألمان البلطيقيين إلى ألمانيا.

## الاحتلال السوفيتي
جرى احتلال إستونيا من خلال عملية عسكرية منتظمة في صيف عام 1940. تمركز 160,000 رجل، مدعومين  بستمئة دبابة، لغزو إستونيا. حاصرت خمس فرق من القوات الجوية السوفيتية مع 1150 طائرةً المجال الجوي البلطيقي بأكمله ضد إستونيا، وليتوانيا، ولاتفيا. حاصر أسطول البلطيق السوفيتي العملية من البحر. أُمِرت المفوضية الشعبية للشؤون الداخلية السوفيتية بأن تتجهز لاستقبال 58,000 أسير حرب.
تمركزت جميع القوات العسكرية السوفيتية الموجودة في دول البلطيق تحت قيادة ألكسندر لوكتيونوف في 3 يونيو 1940. في 9 يونيو، وجِه الأمر (02622 س إس/ أو في) إلى الجيش الأحمر في منطقة لينينغراد العسكرية بقيادة سيميون تيموشينكو ليكون جاهزًا بحلول 12 يونيو، للاستيلاء على السفن البحرية الإستونية، واللاتفية، والليتوانية في قواعدها و/أو في البحر، والاستيلاء على الأسطول التجاري الإستوني واللاتفي وجميع السفن الأخرى، والاستعداد للغزو والإنزال في تالين وبالديسكي، وإغلاق خليج ريغا وحصار سواحل إستونيا ولاتفيا في خليج فنلندا وبحر البلطيق، ومنع انسحاب الحكومات الإستونية، واللاتفية، والقوات والأصول العسكرية، وتقديم الدعم البحري للغزو باتجاه ركفيرا، ومنع الطائرات الإستونية واللاتفية من الطيران إلى فنلندا أو السويد.
صدر أمر إلى أسطول البلطيق السوفيتي بفرض حصار عسكري شامل على إستونيا في 12 يونيو 1940، وفقًا للسجلات الموجودة في الأرشيف التي أشار إليها مدير أرشيف الدولة الروسية للإدارة البحرية بافيل بتروف (سي، فيل.).
بدأت القوات السوفيتية في التحرك إلى مواقعها في 13 يونيو في الساعة 10:40 صباحًا، وجُهزت بحلول 14 يونيو الساعة 10 مساءً. أ) وضِعت 4 غواصات وعدد من الوحدات البحرية الخفيفة في بحر البلطيق، إلى خليج ريغا، وفنلندا لعزل دول البلطيق عن طريق البحر. ب) وضِع أسطول للبحرية يضم ثلاث فرق مدمرة غرب نايسر لدعم الغزو. ج) وضِعت الكتائب الأربع الأولى للواء البحري على سفن النقل سيبير، والكتيبة الثانية بياتليتكا، وإلتون، للإنزال وغزو نايسر وآيغنا، د) وضِعت سفينة النقل دنيستر، والمدمرات ستورزفوي و سيلنوي مع القوات لغزو العاصمة تالين، هـ) وضِعت الكتيبة خمسين على متن السفن لغزو قريب من كوندا. شارك في الحصار البحري ما مجموعه 120 سفينة سوفيتية بما في ذلك طراد واحد، و7 مدمرات، و17 غواصة، و219 طائرة متضمنةً اللواء الجوي الثامن مع 84 قاذفة قنابل: دي بي-3 وتوبوليف إس بي، واللواء العاشر مع 62 طائرة.
في 14 يونيو، وبينما كان اهتمام العالم منصبًا على سقوط باريس في وجه ألمانيا النازية في اليوم السابق، دخل الحصار العسكري السوفييتي المفروض على إستونيا حيز التنفيذ. أسقطت قاذفتان سوفيتيان طائرة ركاب فنلندية «كاليفا» كانت في طريقها من تالين إلى هلسنكي، حاملةً ثلاث حقائب دبلوماسية من المفوضات الأمريكية في تالين، وريغا، وهلسنكي، وأكثر من 120 كيلوغرامًا من البريد الدبلوماسي من قبل اثنين من سعاة السفارة الفرنسية. وقتل في الحادث موظف في الخدمة الخارجية للولايات المتحدة هنري دبليو. أنثيل الابن، والساعيان الفرنسيان، والركاب الآخرون.